# Liste des villes décorées de la Légion d'honneur

Les ornements extérieurs du blason de Paris comportent la croix de la Légion d'honneur (au centre).

Cet article dresse la liste des villes décorées de la croix de chevalier de la Légion d’honneur. En tout, 64 villes françaises et 7 villes étrangères ont reçu la légion d'honneur, plus haute décoration honorifique française. Les villes ne peuvent se voir attribuer que la croix de chevalier.

## Dates d'attribution
Les premières attributions de la Légion d'honneur à des villes ont lieu pendant les Cent-Jours, en 1815, pour les villes de Chalon-sur-Saône, Saint-Jean-de-Losne et Tournus. En 1864, sous le Second Empire, la ville de Roanne est à son tour décorée.
Une douzaine d'attributions sont accordées pendant la IIIe République, avant 1914. En 1877, Châteaudun reçoit la Légion d'honneur, puis Belfort et Rambervillers en 1896. Saint-Quentin est décorée en 1897, Dijon en 1899, Landrecies, Bazeilles, Lille, Paris et Valenciennes en 1900. Saint-Dizier reçoit la Légion d'honneur en 1905, et Péronne en 1913.
Pendant la Première Guerre mondiale, Liège et Verdun sont décorées, respectivement en 1914 et 1916.
Pendant l'entre-deux-guerres, les attributions sont plus nombreuses (27), de même qu'après 1945 (25).
Les attributions les plus récentes ont été accordées à des villes étrangères : Volgograd (1984), Alger (2004), Brazzaville (2006) et Londres (2020).

## Objets de l'attribution

### Villes françaises
La plupart des villes françaises décorées de la Légion d'honneur l'ont été pour faits de guerre parfois remontant au XVIe siècle : c'est le cas pour la ville de Saint-Dizier.

#### Guerres de la Révolution et de l'Empire
Huit villes furent décorées pour des faits d'armes remontant à la Révolution française et au Premier Empire, ce sont les villes de Chalon-sur-Saône, Landrecies, Lille, Roanne, Saint-Jean-de-Losne, Thionville, Tournus et Valenciennes.

#### Guerre de 1870-1871
Dix villes obtinrent la Légion d'honneur pour leur attitude pendant la guerre franco-allemande de 1870 : Bazeilles, Belfort, Bitche, Châteaudun, Dijon, Paris, Péronne, Phalsbourg, Rambervillers, Saint-Quentin.

#### Grande Guerre
Vingt-deux villes durent leur décoration à la Première Guerre mondiale : Albert, Arras, Audun-le-Roman, Badonviller, Bapaume, Béthune, Cambrai, Château-Thierry, Douai, Dunkerque, Gerbéviller, Lens, Longuyon, Longwy, Montdidier, Nancy, Nomeny, Noyon, Pont-à-Mousson, Reims, Soissons et Verdun.

#### Seconde Guerre mondiale
Vingt-et-une villes furent décorées en raison de la Seconde Guerre mondiale, ce sont : Abbeville, Amiens, Argentan, Ascq, Beauvais, Boulogne-sur-Mer, Brest, Caen, Calais, Étobon, Évreux, Falaise, Le Havre, Lorient, Lyon, Oradour-sur-Glane, Rouen, Saint-Dié, Saint-Lô, Saint-Malo et Saint-Nazaire.

#### Cas particuliers
Certaines villes furent honorées à plusieurs titres : Bapaume pour les guerres de 1870 et 1914-1918 ; Longwy pour son rôle en 1792, 1815 et 1870 ; Péronne pour le siège de 1536 et le siège de 1871 ; Thionville pour son rôle pendant les guerres de la Révolution et de l'Empire, la guerre de 1870 et sa fidélité à la France pendant son annexion à l'Allemagne.
Deux villes, Metz et Strasbourg furent décorées pour commémorer les épreuves subies pendant leur annexion à l'Empire allemand et leur retour à la France.

### Villes étrangères
En ce qui concerne les villes étrangères, Liège et Belgrade ont été décorées au titre de la Grande Guerre, Luxembourg au titre de la Grande Guerre et de son esprit de résistance durant la Seconde Guerre mondiale, Volgograd en raison de la bataille de Stalingrad au cours de la Seconde Guerre mondiale, Alger pour avoir été un temps la capitale politique du Gouvernement provisoire de la République française à la fin de la Seconde Guerre mondiale, et Brazzaville pour avoir été la capitale de la France libre de 1940 à 1943.
En juin 2020, Londres est décorée de la Légion d'honneur pour avoir accueilli le général de Gaulle, chef de la France libre, durant la Seconde Guerre mondiale.

## Liste des villes françaises décorées
Les villes suivantes, classées par ordre alphabétique, ont été décorées de la Légion d'honneur.
| Ville                               | Date d'attribution | Citation ou historique |
| ----------------------------------- | ------------------ | --- |
| Abbeville (Somme)                   | 2 juin 1948        | Citation : « Magnifique cité, victime des deux guerres mondiales, titulaire de la croix de guerre 1914-1918, a été le théâtre de violents combats en 1940, lors de la bataille de la Somme. A subi de mai 1940 à la Libération, de nombreux bombardements qui ont causé la destruction de plus du tiers de ses habitations et des pertes humaines très douloureuses. Sa population durement atteinte dans sa chair et dans ses biens, n'en a pas moins fait face avec un magnifique patriotisme aux entreprises de l'occupant. Libérée le 2 septembre 1944, après de sévères combats de rues, auxquels participèrent vaillamment ses combattants volontaires infligeant des pertes sévères à l'ennemi. En toutes circonstances s'est montrée digne d'un beau passé de gloire et de fidélité à la Patrie. » (J.O. du 3 juin 1948) Cette nomination comporte l'attribution de la Croix de guerre 1939-1945 avec palme. |
| Albert (Somme)                      | 15 avril 1932      | Citation : « Ville héroïque qui pendant 29 mois fut en pleine zone de combat; meurtrie par les bombardements, tombée pendant quelques semaines aux mains de l'envahisseur, voyant peu à peu ses foyers voués à la destruction, n'a cessé de garder la plus noble attitude. A bien mérité de la patrie. » |
| Amiens (Somme)                      | 2 juin 1948        | Citation : « Amiens, capitale de la Picardie, chef-lieu du département de la Somme, s’est montré pendant la guerre 1939-1945, digne de son glorieux passé, ne cessant de donner l’exemple d’un courage magnifique et de la plus entière confiance dans les destinées de la France et de la République. Après avoir subi en mai 1940 de violents bombardements qui firent de nombreuses victimes et anéantirent près du tiers de ses habitations, la ville d’Amiens est demeurée dans la Résistance à la pointe du combat contre l’envahisseur. Mutilée de nouveau par les violents bombardements alliés supportés avec vaillance par ses habitants, elle fut libérée le 31 août 1944, après des exploits de ses combattants volontaires qui, notamment, sauvèrent de la destruction projetée le pont principal permettant aux Alliés de poursuivre avec rapidité leur marche victorieuse sur Arras, Lille et Anvers.» Cette nomination comporte l’attribution de la Croix de guerre 1939-1945 avec palme. |
| Argentan (Orne)                     | 28 février 1949    | Historique : La ville fut bombardée dès le 5 juin 1944. Le 13 août, une colonne de la 2e DB du général Leclerc entra dans la ville par le sud, sans pouvoir la prendre. L'armée américaine arrivée le 15 août ne put déloger les Allemands avant le 20. L’artillerie américaine en position sur les hauteurs au sud pilonna la ville qui fut détruite à 80 %. |
| Arras (Pas-de-Calais)               | 30 août 1919       | Citation : « Ville fière et vaillante, déjà témoin de luttes nombreuses. Vient d’ajouter de brillantes pages à son passé de gloire. Placée au pivot des opérations offensives et défensives des Armées d’Artois, a supporté pendant plus de quatre ans, avec un patriotisme admirable, tous les dangers de la bataille sans précédent, qui se déroulait à ses portes. Ruinée, presque anéantie, n’a pas désespéré, et, sitôt délivrée, s’est mise au travail avec une admirable ardeur. ». Cette nomination comporte l’attribution de la Croix de guerre 1914-1918. |
| Ascq (Nord)                         | 28 février 1949    | Citation : « À la ville martyre d'Ascq, commune fortement éprouvée au cours des hostilités ; a connu le plus douloureux des martyres dans la nuit du 1er au 2 avril 1944 au cours de laquelle 86 de ses habitants furent arrachés à leurs familles et odieusement abattus par les hordes de nazis déchaînés. » |
| Audun-le-Roman (Meurthe-et-Moselle) | 21 août 1930       | Citation : « Détruite les 21 et 22 août 1914 par le feu et le bombardement, a vu une partie de ses habitants tomber sous les balles de l'ennemi. Par ses souffrances et ses pertes, a bien mérité de la patrie. » |
| Badonviller (Meurthe-et-Moselle)    | 20 avril 1929      | Citation : « Ayant eu à supporter au début des hostilités les souffrances de l'occupation, et la destruction systématique de l'envahisseur, sut conserver ensuite, au cours de nombreux bombardements qui se succédèrent jusqu'à l'armistice, un courage stoïque au milieu des privations de toutes sortes, et du danger continuel, prouvant ainsi l'indomptable énergie de ses habitants et leur foi en la victoire. » |
| Bapaume (Pas-de-Calais)             | 10 octobre 1919    | Citation : « Ville vaillante, digne de son glorieux passé, délivrée au lendemain d’une longue bataille dont les coups l’avaient frappée durement, est retombée après une année aux mains de l’ennemi. Témoin de l’âpre lutte qui, comme en 1871, s’est livrée sous ses murs, a supporté toutes les épreuves avec héroïsme et a contribué à la victoire. » . |
| Bazeilles (Ardennes)                | 9 octobre 1900     | Citation : « Les habitants de la Ville de Bazeilles ont donné, en 1870, les preuves éclatantes de leur abnégation et de leur esprit de sacrifice à la Patrie. Le gouvernement estime qu'une récompense exceptionnelle perpétuerait le souvenir d'une conduite digne de servir d'exemple aux générations futures. » [...] |
| Beauvais (Oise)                     | 23 novembre 1957   | Citation : « Ville dont le patriotisme et l'esprit de résistance à l'ennemi se sont affirmés au cours des siècles. Déjà titulaire de la Croix de guerre 1914-1918, est restée égale à elle-même pendant la dernière guerre. Victime en mai-juin 1940 de violents bombardements allemands qui détruisirent 2 700 immeubles, soit près de la moitié de la cité et tuèrent des centaines d'habitants. Soumise à la même épreuve en 1943 et 1944, a conservé pendant toute la guerre sa foi agissante en la Patrie et en la Victoire. Fidèle à sa tradition, a fourni à la lutte clandestine contre l'ennemi la contribution efficace et continue de ses groupes résistants, sans se laisser décourager par l'internement et la déportation de son maire et de nombre de ses habitants. A, par son traditionnel patriotisme et ses épreuves mérité la reconnaissance du pays. » Cette nomination comporte l'attribution de la Croix de guerre 1939-1945 avec palme. |
| Belfort (Territoire de Belfort)     | 19 avril 1896      | Historique : Par décret du président de la République, Félix Faure, en date du 19 avril 1896, la ville de Belfort a été autorisée à faire figurer dans ses armoiries la Croix de la Légion d’Honneur pour perpétuer le souvenir de sa résistance pendant la guerre en 1870-1871. |
| Béthune (Pas-de-Calais)             | 5 décembre 1919    | Citation : « Après avoir supporté vaillamment, pendant plus de trois années, de fréquents bombardement, a vu la ruée allemande de 1918 se briser sous ses murs. A payé de sa destruction et de sa ruine la vaillante résistance de ses défenseurs et la fière attitude de son héroïque population. » Cette nomination comporte l'attribution de la Croix de guerre 1914-1918. |
| Bitche (Moselle)                    | 14 juin 1919       | Citation : « Sommée de se rendre, dès le 7 août 1870, elle a, sous l'héroïque direction du lieutenant-colonel Teyssier, et avec une garnison disparate de 2 500 hommes, résisté victorieusement aux bombardements et aux attaques d'un ennemi dix fois supérieur. Incendiée par les obus, sa population réduite de 2 700 à moins de 1 000 âmes, dont seulement 119 hommes valides, elle n'a consenti à ouvrir ses portes que le 27 mars 1871, deux mois après l'armistice, sur un ordre écrit du Gouvernement français et après avoir obtenu les honneurs de la guerre pour sa glorieuse garnison. La ville de Bitche ayant été comprise dans la partie du territoire arrachée à la France, aucune récompense ne put, jusqu'à présent, lui être décernée pour son héroïque résistance. Aujourd'hui que la vaillante cité lorraine est redevenue française, il m'a paru opportun de commémorer son siège et de récompenser la conduite héroïque de ses habitants en attribuant à Bitche la Croix de la Légion d'Honneur. Sa citation fait l'objet d'un rapport adressé par le Président du Conseil Ministre de la Guerre, au Président de la République. » |
| Boulogne-sur-Mer (Pas-de-Calais)    | 10 juillet 1947    | Citation : « Magnifique cité maritime et commerciale déjà atteinte par la guerre de 1914-1918, a subi pendant toute la guerre 1939-1945 l'un des plus durs martyres qu'ait connu une ville française. Ecrassée sous plus de 400 bombardements, assiégée en 1944, la ville de Boulogne a toujours conservé intact son patriotisme, sa confiance dans la victoire et a été un des foyers les plus actifs de la Résistance. Depuis la Libération, elle donne encore le magnifique exemple de l'ardeur et du stoïcisme de sa rude population qui s'emploie sans faiblir, au milieu des ruines, à la résurrection de la ville et de son port. » Cette nomination comporte l'attribution de la Croix de guerre 1939-1945 avec palme. |
| Brest (Finistère)                   | 9 février 1948     | |
| Caen (Calvados)                     | 2 juin 1948        | |
| Calais (Pas-de-Calais)              | 10 juillet 1947    | Citation : « Ville héroïque, déjà cruellement meurtrie par la guerre de 1914‑1918 pendant laquelle elle fut une des bases des armées alliées et l'objectif constant des armées ennemies, a donné à nouveau la mesure de sa vaillance et de son esprit de sacrifice durant la guerre de 1939‑1945. Deux fois assiégée en mai 1940 et en septembre 1944, exposée constamment aux bombardements pendant toute l'occupation, rebelle à toute collaboration avec l'occupant, la ville de Calais montre actuellement encore, au milieu de ses ruines et de ses deuils, l'exemple de l'activité et de la volonté de revivre, de sa malheureuse population sinistrée. » |
| Cambrai (Nord)                      | 13 septembre 1919  | Citation : « Cambrai, occupée par l’ennemi dès les premières semaines de la guerre, n’a jamais désespéré. Ruinée, pillée, à moitié détruite, ses habitants chassés par l’ennemi dans d’odieuses conditions, a tout supporté avec la plus belle énergie. Ville martyre qui a bien mérité du pays. » |
| Châteaudun (Eure-et-Loir)           | 3 octobre 1877     | Historique : Le 18 octobre 1870, près de 1 200 francs-tireurs et gardes nationaux affrontent une division prussienne dix fois plus nombreuse. Au terme d’une bataille acharnée, la ville subit à nouveau de nombreux dommages. Ce fait d’armes héroïque lui vaut de recevoir, en 1877, la Croix de la Légion d’Honneur. |
| Chalon-sur-Saône (Saône-et-Loire)   | 22 mai 1815        | Historique : La légion d’honneur est délivrée à la ville de Chalon-sur-Saône pour son attitude exemplaire pendant l’occupation autrichienne en 1814, sous le commandement du général Legrand, baron de Mercey. Avec elle, Tournus et Saint-Jean-de-Losne furent les premières villes à se voir décerner la Légion d'Honneur. |
| Château-Thierry (Aisne)             | 17 juillet 1920    | Citation : « Vieille cité de l’Île-de-France ou, par deux fois, l’ennemi crut atteindre le cœur de la patrie. Chef-lieu d’un arrondissement particulièrement ravagé par les luttes héroïques où fut scellée dans le sang l’amitié américaine. A payé de sa ruine les combats glorieux au cours desquels les Alliés brisèrent l’élan de l’ennemi et le contraignirent, le 18 juillet 1918, à un recul définitif. » Cette nomination comporte l’attribution de la Croix de guerre 1914-1918.. |
| Dijon (Côte-d'Or)                   | 18 mai 1899        | Historique : En reconnaissance de sa défense héroique du 30 octobre 1870, un décret du 18 mai 1899 attribua la Légion d'Honneur à la ville de Dijon. |
| Douai (Nord)                        | 13 septembre 1919  | Citation : « Douai, ville douloureusement meurtrie par quatre années d’une dure occupation. A puisé cependant dans son patriotisme la force de résister à toutes les souffrances et de préparer même, autant qu’il était en son pouvoir, sa renaissance à la pleine vie française. » |
| Dunkerque (Nord)                    | 9 août 1919        | Citation : « Soumise pendant quatre ans à de violents et fréquents bombardements, a su, grâce au sang-froid admirable et au courage de sa vaillante population, maintenir et développer pour la défense nationale sa vie économique et rendre ainsi à l’armée et au pays d’inappréciables services. Ville héroïque qui a servi d’exemple à toute la nation. ». Dunkerque reçut également la Distinguished Service Cross par l'amiral Keynes au nom du roi George V du Royaume-Uni. |
| Étobon (Haute-Saône)                | 28 février 1949    | Historique : Le 27 septembre 1944, en réponse au harcèlement des résistants, trente-neuf hommes du village furent fusillés par les troupes allemandes contre l'église protestante de Chenebier et vingt-sept autres emmenés comme prisonniers ; neuf de ces derniers furent fusillés près de Belfort et les autres, dont le pasteur du village, furent déportés dans les Camps de concentration allemands, d'où plusieurs ne devaient pas revenir. |
| Évreux (Eure)                       | 27 août 1948       | Citation à l'ordre de l'armée : « Chef lieu d’un Département particulièrement éprouvé, à demi détruite et mutilée, Evreux, Ville martyre, a été le centre de la Résistance dans l’Eure. Par sa large contribution dans sa lutte contre l’occupant, par les hommes et les chefs donnés à la Résistance, par ses blessures, par ses ruines et par ses deuils, par ses héros de la lutte clandestine, par ses nombreuses et glorieuses victimes, par son tribut en vies humaines, Evreux a bien mérité de la patrie ». Cette nomination comporte l’attribution de la Croix de guerre 1939-1945 avec palme. |
| Falaise (Calvados)                  | 21 août 1948       | |
| Gerbéviller (Meurthe-et-Moselle)    | 23 juillet 1930    | Citation : « Vieille cité lorraine dont la résistance héroïque au mois d'août 1914 constitue l'un des plus beaux épisodes de la Grande Guerre. Malgré l'incendie et les bombardements qui la dévastèrent entièrement, a donné, par la vaillance de ses défenseurs et par le patriotisme de sa population, le plus magnifique exemple de dévouement et d'abnégation. » |
| Le Havre (Seine-Maritime)           | 28 février 1949    | Citation : « Point névralgique du mur de l’Atlantique, a, plus qu’aucune autre cité de Haute-Normandie, pris sa part de sacrifices pour la libération de notre sol et la victoire de nos armes. Transformée en camp retranché après quatre années d’une occupation sévère, a subi, du 2 au 12 Septembre 1944, un siège meurtrier et supporté de terribles bombardements et incendies. A compté plus de quatre mille tués, tandis que trois cent trente de ses enfants étaient déportés par l’ennemi. Par son courage indomptable et les souffrances de sa population, par l’héroïsme avec lequel elle a supporté ses destructions, a bien mérité de la Nation. » Cette nomination comporte l'attribution de la Croix de guerre 1939-1945 avec palme. |
| Landrecies (Nord)                   | 29 septembre 1900  | Historique : En 1794, Landrecies fut anéantie par l'artillerie des puissances européennes coalisées. Malgré une résistance acharnée, la ville fut prise par les Autrichiens. Les troupes du général Schérer reprirent la ville à la fin août 1794. La Convention nationale décréta que Landrecies serait reconstruite aux frais de l’Etat et que « ses habitants ont bien mérité de la patrie ». |
| Lens (Pas-de-Calais)                | 30 août 1919       | Citation : « Ville glorieuse, qui peut être citée comme un modèle d’héroïsme et de foi patriotique. Tombée au pouvoir des Allemands dès les premières heures de l’invasion de 1914, a été, pendant quatre ans, tour à tour, témoins ou enjeu d’une lutte sans merci. Organisée par l’ennemi en formidable réduit de défense, libérée en partie par une offensive alliée, mutilée et écrasée au cours de combats incessants, n’a jamais douté du sort de la patrie. » Cette nomination comporte l’attribution de la Croix de guerre 1914-1918. |
| Lille (Nord)                        | 9 octobre 1900     | Vu le décret en date du 12 octobre 1792 par lequel la Convention nationale a déclaré que les habitants de Lille ont bien mérité de la Patrie. Vu l’avis émis par le Conseil de l’Ordre de la Légion d’honneur dans sa séance du 4 octobre 1900. Sur la proposition du Président du conseil, Ministre de l’Intérieur et des Cultes, et les Ministres de la Justice et de la Guerre. Article 1. La ville de Lille est autorisée à faire figurer dans ses armoiries la croix de La Légion d’honneur. |
| Longuyon (Meurthe-et-Moselle)       | 21 août 1930       | Citation : « Ville héroïque qui fut en partie pillée et incendiée par l'ennemi au début de la guerre et dont un grand nombre d'habitants furent fusillés, s'est acquis, par son douloureux martyre, des droits à la pieuse reconnaissance du pays. » |
| Longwy (Meurthe-et-Moselle)         | 20 septembre 1919  | Citation : « Sentinelle avancée à quelques kilomètres de la frontière, a eu l'honneur de jouer un rôle important aux grandes heures de l'histoire. A fait preuve, en résistant à l'envahisseur de 1914, du même héroïsme que pendant les trois sièges de 1792, 1815 et 1870. N'a succombé que sous l'effet d'un lourd bombardement, dont elle a vivement souffert, après avoir retenu devant elle d'importantes forces ennemies. A subi fièrement, pendant plus de quatre ans le joug de l'ennemi, exaspéré par sa belle résistance. » |
| Lorient (Morbihan)                  | 28 février 1949    | Citation : « Ville martyre qui eut a subir entre le 25 septembre 1940 et le 8 mai 1945 date de sa libération, 370 bombardements d'aviation sur les importantes organes créés par la marine allemande et qui a été entièrement détruite. La population lorientaise évacuée et dispersée n'a jamais cessé son action de résistance à l'ennemi, formant en particulier, deux bataillons de soldats des Forces françaises de l'intérieur qui ont combattu d'abord dans la clandestinité, ensuite au moment du siège de Lorient aux premiers rangs des troupes d'investissement. Par ses deuils et par ses pertes matérielles considérables, par le courage de ses habitants, la foi profonde et actives de ses enfants dans les destinées de la France, Lorient s'est acquit des titres à la reconnaissance de la Patrie. » Cette nomination comporte l'attribution de la Croix de guerre 1939-1945 avec palme. |
| Lyon (Rhône)                        | 28 février 1949    | Citation : « Grande et fière ville de France qui n'a cessé au cours de son histoire de donner l'exemple d'un magnifique courage et d'une foi invincible dans les destinées du pays, a joué, au cours du dernier conflit mondial, un rôle de premier plan dans l'organisation de la lutte clandestine, en devenant un des centres principaux de la résistance française. A payé un lourd tribut pour la victoire, tant par le nombre élevé de ses enfants morts pour la France que par les destructions matérielles importantes qu'elle a subies par bombardements et représailles. Pour son exemple, son courage, la ville de Lyon a droit à la reconnaissance de la Patrie. » Cette nomination comporte l'attribution de la Croix de Guerre 1939-1945 avec palme. |
| Metz (Moselle)                      | 27 octobre 1919    | Citation : « Ville dont la fidélité à la France n'a connu nulle défaillance au cours d'une captivité de quarante-huit ans. Riche d'un passé glorieux et sans taches, que ses malheurs n'ont pu ternir, exposée pendant des siècles aux convoitises de l'ennemi tout proche. A bien mérité d'être à l'honneur parce qu'elle a été longtemps à la peine. Symbolise dans l'affection émue de la Mère Patrie, la Lorraine enfin reconstituée dans son intégralité de province française. » |
| Montdidier (Somme)                  | 22 septembre 1924  | Citation à l'ordre de l'armée du 24 août 1919 et Décret du 25 août 1924 : « Vaillante cité dont la guerre a fait une martyre. Après avoir subi plus de deux années le feu des canons ennemis, a connu tour à tour les joies de la délivrance et l'horreur d'une occupation brutale. Position importante et âprement disputée a subi une destruction totale payant de sa ruine la victoire de la Patrie. » |
| Nancy (Meurthe-et-Moselle)          | 11 octobre 1919    | Citation : « Ville dont l'ardent patriotisme s'est affirmé magnifiquement au cours des épreuves de la guerre. Directement menacée, a assisté avec le plus beau courage à la bataille du Grand Couronné, livrée pour la défendre, bombardée par avions, prise par canons à longue portée, n'a jamais, malgré les souffrances, perdu son sang-froid. A bien mérité du pays. » |
| Nomeny (Meurthe-et-Moselle)         | 28 septembre 1928  | Citation : « Cité martyre, violée par l'ennemi avant la déclaration de guerre; première ville française incendiée par ordre du commandement allemand où de nombreux habitants trouvèrent la mort et dont les ruines, après cinq jours d'occupation, servirent de barrières à l'envahisseur, jusqu'à la fin des hostilités. » |
| Noyon (Oise)                        | 10 juillet 1920    | Citation : « Vieille cité historique, deux fois témoin du flux et du reflux des armées allemandes, libérée après une dure occupation de près de trois années, au cours desquelles la population supporta vaillamment les exactions de l'ennemi, et tombée à nouveau en 1918 sous le joug de l'envahisseur qui la détruisit systématiquement lors de son recul définitif. A bien mérité de la Patrie. » Cette nomination comporte l'attribution de la Croix de guerre 1914-1918. |
| Oradour-sur-Glane (Haute-Vienne)    | 28 février 1949    | Historique : Après le vote de la loi d'amnistie le 19 février 1953 en faveur des Alsaciens-Mosellans - les malgré nous enrôlés de force dans la SS - ayant participé aux exactions, la commune d'Oradour-sur-Glane renvoya la croix de la Légion d'honneur et la Croix de guerre 1939-1945 qui lui avaient été attribuées en hommage aux 642 habitants de la commune massacrés et à la destruction totale du village par les SS de la division Das Reich le 10 juin 1944. Cette nomination comporte l'attribution de la Croix de guerre 1939-1945 avec palme. |
| Paris (75)                          | 9 octobre 1900     | Citation : Rapport au Président de la République du 9 octobre 1900. « La Ville de Paris, depuis plus d'un siècle, a montré que ses habitants savaient défendre, avec un égal dévouement, nos frontières et nos libertés. Ses enfants se sont montrés en 1870-1871 les dignes émules de leurs ancêtres de 1792. Le gouvernement estime qu'il est nécessaire de perpétuer ces souvenirs par un témoignage éclatant de la reconnaissance nationale. » [...] |
| Péronne (Somme)                     | 3 octobre 1913     | Décret du 3 octobre 1913, article 2 (extraits) : « [...] Au nombre des villes frontières qui, aux diverses époques de notre histoire, ont eu à subir les assauts de l'ennemi, il en est peu qui possèdent dans leurs annales des titres aussi glorieux que la ville de Péronne. Le siège mémorable qu'elle soutint en 1536 contre les Impériaux du comte de Nassau est devenu légendaire et suffirait à lui seul pour l'illustrer. Plus près de nous, le siège de 1870-1871, pendant lequel la ville de Péronne eut à supporter un bombardement des plus violents, constitue également des titres dont cette cité peut, à bon droit, s'enorgueillir. Il a donc paru qu'il convenait au gouvernement de la République de perpétuer le souvenir de ces événements mémorables en autorisant la ville de Péronne à ajouter à ses armoiries la croix de la Légion d'honneur. » [...] |
| Phalsbourg (Moselle)                | 14 août 1919       | Citation : « Gardienne de communications importantes pour la défense du territoire, a toujours été éprouvée par les attaques dirigées contre la France. Du 10 août au 10 décembre 1870, a subi un siège de quatre mois au cours duquel les habitants ont fait preuve d'un courage héroïque, bravant cinq bombardements qui ont détruit et incendié les deux tiers de la ville, pour que Phalsbourg, la pépinière des braves, demeure rivée au sol français. » |
| Pont-à-Mousson (Meurthe-et-Moselle) | 21 août 1930       | Citation : « Sur la ligne de feu pendant quatre années, a subi stoïquement des bombardements incessants. Sa population, cruellement éprouvée, n'a cessé, malgré les ruines amoncelées et la constante menace de l'ennemi, de donner le plus bel exemple. » |
| Rambervillers (Vosges)              | 19 avril 1896      | Citation : « La ville de Rambervillers a donné, il y a vingt-cinq ans, la preuve éclatante du patriotisme de ses habitants. Le Gouvernement a jugé nécessaire de perpétuer le souvenir de la résistance qu'ils ont opposée durant plusieurs jours à l'ennemi. » |
| Reims (Marne)                       | 4 juillet 1919     | Historique : La cathédrale Notre-Dame de Reims fut bombardée par l'artillerie allemande à partir du 4 septembre 1914. La ville fut occupée par l'ennemi jusqu'au 13 septembre. Après la Bataille de la Marne, elle fut reprise par les Français. Les 17, 18 et 19 septembre les bombardements allemands redoublèrent. Du 7 avril 1917 à avril 1918, la ville fut l'objet de constants bombardements. À la fin de la guerre la ville était détruite à plus de 60 %. Reims, « ville martyre » devint alors un symbole pour la France entière. La Légion d'honneur a été décernée à la ville de Reims par le Président Poincaré pour sa bravoure, et le patriotisme de ses habitants. Le bataillon des sapeurs-pompiers rémois reçut également la Légion d'honneur. |
| Roanne (Loire)                      | 7 mai 1864         | Historique : Pour l'attaque contre le camp de Saint-Symphorien-de-Lay en mars 1814 par une quarantaine de volontaires Roannais, puis les négociations entre François Populle, maire de la ville en cette époque et le général autrichien Hardegg, le 8 avril 1814. La Légion d'honneur a été décernée par Napoléon III à la suite d'une demande de la municipalité de Roanne et avec le soutien du Duc de Persigny. |
| Rouen (Seine-Maritime)              | 28 février 1949    | Cette nomination comporte l'attribution de la Croix de guerre 1939-1945 avec palme. |
| Saint-Dié-des-Vosges (Vosges)       | 28 février 1949    | Citation : « Déjà meurtrie au cours de la guerre 1914-1918, décorée de la croix de guerre, a connu, au cours du deuxième conflit mondial, la situation la plus tragique. Totalement isolée pendant les trois mois qui précédèrent sa libération, est devenue le centre d’hébergement des populations évacuées de force et le lieu de repli d’une grande partie des gestapos et milices de France. Après un long bombardement, la déportation de la plupart de ses hommes valides et l’expulsion des deux tiers de ses habitants, la ville a été systématiquement incendiée par l’ennemi, son patrimoine artistique et historique anéantis par le feu et la dynamite. Saint-Dié a supporté ces épreuves répétées avec le courage et la dignité dus à son fervent patriotisme et à son glorieux passé. » Cette nomination comporte l'attribution de la Croix de guerre 1939-1945 avec palme. |
| Saint-Dizier (Haute-Marne)          | 16 septembre 1905  | Citation : « En raison de la belle résistance de la ville de Saint-Dizier en 1544, contre l’armée impériale commandée par Charles Quint, et pour perpétuer le souvenir de ce siège en autorisant la ville à ajouter à ses armoiries la croix de la Légion d’Honneur ». Historique : En janvier 1814, Napoléon Ier chassa l'armée russe de Saint-Dizier ; en mars, il y remporta une deuxième victoire. |
| Saint-Jean-de-Losne (Côte-d'Or)     | 22 mai 1815        | Historique : Le 17 janvier 1814, un avant-poste autrichien fut installé au niveau du pont sur la Saône, en face de la ville. Dans un élan patriotique, les habitants se joignirent aux soldats français pour attaquer l'avant-poste, qu'ils enlevèrent à l'ennemi. Après avoir coupé le pont, la ville résista longuement aux assauts autrichiens. Durant les Cent-jours, Napoléon Ier attribua à la ville la Légion d'honneur, au même titre que Chalon-sur-Saône et Tournus. |
| Saint-Lô (Manche)                   | 2 juin 1948        | Citation : « Chef-lieu du département de la Manche qui a su garder une entière confiance dans la destinée du pays. A subi dans la nuit du 6 au 7 juin 1944, avec un calme héroïque, un bombardement aérien à un tel point massif que ses habitants ont pu se considérer comme citoyen de la capitale des ruines ». Cette nomination comporte l’attribution de la Croix de guerre 1939-1945 avec palme. |
| Saint-Malo (Ille-et-Vilaine)        | 8 juillet 1948     | Citation : « Vieille cité corsaire au passé prestigieux, cité résistante et martyre dont la conduite de 1939 à 1945 constitue une nouvelle page de gloire. […] offrant à la France les meilleurs de ses fils, a vaillamment résisté malgré ses ruines et ses deuils. Groupant autour d’elle les communes de Dinard, Paramé et Saint-Servan, représente le type d’agglomération qui, durement atteinte, s’est comportée magnifiquement et a lutté jusqu’au bout pour la cause de la Libération. » Cette nomination comporte l'attribution de la Croix de guerre 1939-1945 avec palme. |
| Saint-Nazaire (Loire-Atlantique)    | 28 février 1949    | Cette nomination comporte l'attribution de la Croix de guerre 1939-1945 avec palme. |
| Saint-Quentin (Aisne)               | 6 juin 1897        | Citation : « La ville de Saint-Quentin a donné, il y a 26 ans la preuve éclatante du patriotisme de ses habitants. Le Gouvernement a jugé qu’il était nécessaire de perpétuer le souvenir de la résistance qu’ils ont opposée aux attaques de l’ennemi. » La ville de saint- Quentin est autorisée à faire figurer dans ses armoiries la croix de la Légion d’honneur. |
| Soissons (Aisne)                    | 15 janvier 1920    | Citation : « Demeurée pendant trois ans en pleine zone de combat, a supporté stoïquement les plus violents bombardements. Ses ruines attestent l’acharnement des combats qui ont arrêté définitivement la ruée ennemie. ». |
| Strasbourg (Bas-Rhin)               | 14 août 1919       | Citation : « Ville dont le nom a été, pendant un demi-siècle, le symbole des regrets et des espoirs de tous les cœurs français. A montré combien elle était digne de cet honneur, par son courage et son énergie au cours de ces longues épreuves. Aussi enthousiaste dans la joie du retour à la patrie que fière sous la domination passagère de l’ennemi, mérite de voir la France saluer en elle toute l’Alsace retrouvée. ». |
| Thionville (Moselle)                | 15 janvier 1920    | Citation : « Par son héroïque résistance à l'invasion ennemie en 1792, 1814-1815, 1870, a bien mérité de la patrie. Inébranlablement fidèle à la France pendant quarante-huit années d'asservissement et de souffrances. » |
| Tournus (Saône-et-Loire)            | 22 mai 1815        | Historique : Première Ville (avec Chalon-sur-Saône et Saint-Jean-de-Losne) à se voir décerner la Légion d'honneur. Sous le commandement du général Legrand, baron de Mercey, 300 Tournusiens avaient spontanément participé à la déroute des Autrichiens, le 23 janvier 1814. Ceux-ci avaient en effet envahi la ville de Mâcon. Le général Legrand, commandant de Saône-et-Loire, put, grâce à l'aide de gardes nationaux Chalonnais et Tournusiens, complétant une petite cohorte de militaires, repousser glorieusement les Autrichiens sur le pont Saint-Laurent, sans aucune perte, à la différence de ses adversaires. |
| Valenciennes (Nord)                 | 9 octobre 1900     | Historique : Par décret en date du 13 octobre 1900, la ville de Valenciennes a reçu la décoration de la Légion d'honneur, en souvenir du siège mémorable qu'elle soutint en 1793. |
| Verdun (Meuse)                      | 12 septembre 1916  | Citation : « Depuis le 21 février dernier, la ville de Verdun, dans sa farouche résolution de maintenir son territoire inviolé, oppose à l'armée de l'envahisseur une résistance qui fait l'admiration du monde. Le merveilleux héroïsme de ses défenseurs, uni à la fermeté d'âme de sa population, a rendu illustre à jamais le nom de cette vaillante cité. Il est du devoir du Gouvernement de la République de proclamer que la ville de Verdun a bien mérité de la patrie. » |

## Liste des villes étrangères décorées
| Ville       | Pays                | Date de décoration | Citation |
| ----------- | ------------------- | ------------------ | --- |
| Alger       | Algérie             | 15 août 2004       | Historique : décoration remise à la ville d'Alger, ancienne capitale de la France combattante et siège du Gouvernement provisoire de la République française. |
| Belgrade    | Serbie              | 28 décembre 1920   | Citation : « Belgrade, l’une des premières et plus illustres victimes de la Grande Guerre, dont la population, malgré les bombardements et l’occupation ennemie, n’a cessé de faire preuve d’une bravoure sans défaillance fut le magnifique symbole de la résistance, puis de la victoire d’une nation héroïque décidée à ne pas périr. » |
| Brazzaville | République du Congo | 27 septembre 2006  | Historique : Brazzaville fut la capitale de la France libre, puis de la France combattante de 1940 à 1943. |
| Liège       | Belgique            | 7 août 1914        | Citation : « Au moment où l’Allemagne, violant délibérément la neutralité de la Belgique, reconnue par les traités, n’a pas hésité à envahir le territoire belge, la ville de Liège, appelée, la première, à subir le contact des troupes allemandes, vient de réussir, dans une lutte aussi inégale qu’héroïque, à tenir en échec l’armée de l’envahisseur. Ce splendide fait d’armes constitue, pour la Belgique et pour la ville de Liège en particulier, un titre impérissable de gloire dont il convient que le gouvernement de la République perpétue le souvenir mémorable en conférant à la ville de Liège la croix de la Légion d’honneur. » |
| Londres     | Royaume-Uni         | 18 juin 2020       | Historique : Londres a été la ville où s'est exilé le Général de Gaulle en 1940. Il y a lancé son appel à la Résistance sur les ondes de la BBC. Citation : « Grâce à l’accueil du Gouvernement britannique, c’est d’Angleterre que le général de Gaulle entreprit, en juin 1940, de sauver l’honneur de la France. » |
| Luxembourg  | Luxembourg          | 18 juin 1957       | Citation : « Glorieuse cité, fidèle depuis plus d'un millénaire à son amitié pour la France. A donné aux armées alliées d'héroïques volontaires dans la première guerre mondiale. A témoigné au cours de la seconde et dans des circonstances particulièrement cruelles, un admirable esprit de résistance et d'attachement à la liberté. » |
| Volgograd   | Russie              | 20 décembre 1984   | Historique : La ville de Volgograd fut le centre de la bataille de Stalingrad, considérée comme l'une des batailles décisives de la Seconde Guerre mondiale, elle fut aussi l'une des plus coûteuses en vies humaines de l’histoire militaire. Les forces allemandes atteignirent la ville le 23 août 1942 et capitulèrent le 2 février 1943. Environ 250 000 soldats des forces de l’Axe ainsi que 480 000 soldats soviétiques trouvèrent la mort dans cette bataille, sans compter le nombre de civils tués. La ville fut totalement détruite. Le 29 novembre 1943, lors de la Conférence de Téhéran, Winston Churchill remit à Staline, une épée sertie de diamants avec cette inscription gravée sur la lame : « Aux cœurs d'acier de Stalingrad, le roi George VI fait présent de cette épée, en témoignage de la reconnaissance du peuple britannique. » |